# Lee E. Geyer
Lee Edward Geyer (ur. 9 września 1888 w Wetmore, zm. 11 października 1941 w Waszyngtonie) – amerykański polityk, członek Partii Demokratycznej.

## Działalność polityczna
W okresie od 3 stycznia 1939 do śmierci 11 października 1941 przez dwie kadencje był przedstawicielem 17. okręgu wyborczego w stanie Kalifornia w Izbie Reprezentantów Stanów Zjednoczonych.